# Залізниця Львів — Белжець
Залізниця Львів — Белжець (нім. Eisenbahn Lemberg-Bełzec (Tomaszów)) була локальною залізницею Австро-Угорського коронного краю Галичини, що вела з столиці краю Львова до кордону з Російською імперією, де з Томашова розпочиналась нова залізниця.

## Історія
Одноколійну залізницю довжиною 88,42 км було відкрито 23 жовтня 1887 після року будівництва. Вона мала 12 станцій, 3 зупинки.
Концесію на будівництво залізниці Львів — Жовква — Рава-Руська — Белжець було видано 8 січня 1886. Для будівництва 15 травня 1886 було створено товариство «Eisenbahn Lemberg-Bełzec (Tomaszów)», яке уклало 23 червня 1886 на 20 років угоду з Львівсько-Чернівецько-Ясською залізницею (ЛЧЯЗ). На 1 липня 1889 ЛЧЯЗ перейшла у власність Ц. К. Державної залізниці (нім. k.k. österreichische Staatsbahnen), яка заклала у Жовкві управління ділянкою Львів — Белжець. З 1 січня 1909 введено фіксовану плату за оренду складів. Після завершення війни вся залізниця опинилась на території Польщі, її керівництво увійшло до Польської і державної залізниці (PKP) і 4 лютого 1932 вона була націоналізована. Після 1945 залізниця поділена на 73 км поміж СРСР і Польщею, а колія до Рави-Руської поміняна на 1520 мм.